# Nati nel 1606
| Questa pagina contiene informazioni ricavate automaticamente dalle voci biografiche con l'ausilio del template Bio e di un bot. L'aggiornamento è periodico e automatico e ricostruisce completamente la pagina. Se manca una persona in questa lista, sei pregato di non aggiungerla, ma accertati piuttosto che la sua voce biografica contenga il template Bio e che i dati anagrafici siano correttamente compilati. Se il template Bio manca, inseriscilo tu stesso o, in alternativa, metti l'avviso {{tmp\|Bio}} che ne segnala la mancanza. Se i dati riportati sono sbagliati, correggi direttamente la voce biografica; le modifiche saranno visibili in questa lista entro pochi giorni. Per chiarimenti vedi il progetto biografie. La lista contiene solo le 94 persone che sono citate nell'enciclopedia e per le quali è stato implementato correttamente il template Bio. Pagina aggiornata al 21 dic 2024. |

## Gennaio(4)
- 1º gennaio - Carlo Augusto di Sales, vescovo cattolico francese († 1660)
- 6 gennaio - Pietro Ricchi, pittore italiano († 1675)
- 10 gennaio - Paolo Minucci, letterato e poeta italiano († 1695)
- 26 gennaio - Ludovico Buglio, missionario, gesuita e sinologo italiano († 1682)

## Febbraio(7)
- 5 febbraio - Bernardino Savelli, II principe di Albano, principe italiano († 1658)
- 7 febbraio - Nicolas Mignard, pittore e incisore francese († 1668)
- 10 febbraio - Cristina di Borbone-Francia, principessa († 1663)
- 12 febbraio - John Winthrop il Giovane, politico inglese († 1676)
- 23 febbraio - Giorgio Federico di Nassau-Siegen, nobile e militare tedesco († 1674)
- 27 febbraio - Laurent de La Hyre, pittore francese († 1656)
- 28 febbraio - Giacomo Antonio Fancelli, scultore italiano († 1674)

## Marzo(4)
- 3 marzo - William Davenant, poeta e drammaturgo britannico († 1668)
- 18 marzo - Giovanni X di Holstein-Gottorp, principe († 1655)
- 20 marzo - Georg von Derfflinger, generale prussiano († 1695)
- 30 marzo - Vincenzo Renieri, religioso, astronomo e matematico italiano († 1647)

## Aprile(4)
- 5 aprile - Nicolas Perrot d'Ablancourt, traduttore e scrittore francese († 1664)
- 14 aprile - Giuliana d'Assia-Darmstadt, nobile († 1659)
- 16 aprile - Nanbu Shigenao, militare giapponese († 1664)
- 20 aprile - Jan Davidsz. de Heem, pittore olandese

## Maggio(7)
- 3 maggio - Lorenzo Lippi, pittore, poeta e scrittore italiano († 1665)
- 3 maggio - Maria di Borbone-Soissons, nobile francese († 1692)
- 12 maggio - Joachim von Sandrart, pittore, storico dell'arte e traduttore tedesco († 1688)
- 14 maggio - Agnese d'Assia-Kassel, principessa († 1650)
- 17 maggio - Marco Faustini, impresario teatrale italiano († 1676)
- 22 maggio - Wouter van Twiller, politico olandese († 1654)
- 23 maggio - Juan Caramuel y Lobkowitz, vescovo cattolico e matematico spagnolo († 1682)

## Giugno(5)
- 6 giugno - Pierre Corneille, drammaturgo e scrittore francese († 1684)
- 6 giugno - Bartolomeo Corsini, poeta e traduttore italiano († 1673)
- 17 giugno - Francesco di Gonzaga-Nevers, nobile francese († 1622)
- 19 giugno - James Hamilton, I duca di Hamilton, nobile e generale scozzese († 1649)
- 22 giugno - Andrea Bolgi, scultore italiano († 1656)

## Luglio(4)
- 1º luglio - Erasmo di Bartolo, compositore italiano († 1656)
- 10 luglio - Orazio Fidani, pittore italiano († 1656)
- 15 luglio - Rembrandt, pittore e incisore olandese († 1669)
- 23 luglio - Galeazzo Gualdo Priorato, militare, storico e scrittore italiano († 1678)

## Agosto(5)
- 9 agosto - Theodoor van Thulden, pittore, disegnatore e incisore olandese († 1669)
- 15 agosto - Giovanna Maria Bonomo, religiosa italiana († 1670)
- 18 agosto - Maria Anna d'Asburgo, nobile spagnola († 1646)
- 21 agosto - Vincenzio Galilei,  italiano († 1649)
- 22 agosto - Orazio De Ferrari, pittore italiano († 1657)

## Settembre(2)
- 21 settembre - Giulio Cesare Sorrentino, librettista e commediografo italiano
- 22 settembre - Li Zicheng, imperatore cinese († 1645)

## Ottobre(5)
- 1º ottobre - Julien Maunoir, gesuita francese († 1683)
- 12 ottobre - Christoph Bernhard von Galen, vescovo cattolico tedesco († 1678)
- 16 ottobre - Ottavio Amigoni, pittore italiano († 1661)
- 20 ottobre - Peter Franchoijs, pittore fiammingo († 1654)
- 20 ottobre - Francesco Maria Mancini, cardinale italiano († 1672)

## Novembre(2)
- 9 novembre - Hermann Conring, giurista, economista e medico tedesco († 1681)
- 13 novembre - Giacinto Andrea Cicognini, drammaturgo e librettista italiano († 1651)

## Dicembre(4)
- 18 dicembre - Nicolò Sagredo, doge († 1676)
- 20 dicembre - Egidio Colonna, militare e patriarca cattolico italiano († 1686)
- 24 dicembre - Cornelio II Bentivoglio, nobile († 1663)
- 27 dicembre - Jacopo Artaldo Castelvì, politico e militare italiano († 1671)

## Senza giorno specificato(41)
- Fatma Sultan, principessa ottomana († 1670)
- Pieter Moninckx, pittore e disegnatore olandese († 1686)
- Francesco Acerbo, poeta e gesuita italiano († 1690)
- Frang Bardhi, vescovo cattolico albanese († 1644)
- Samuel Bolton, presbitero e teologo inglese († 1654)
- Johannes Bosschaert, pittore olandese († 1628)
- Jean Boulanger, pittore francese († 1660)
- Edmund Castell, orientalista britannico († 1686)
- Henri Cauchon de Maupas, vescovo cattolico francese († 1680)
- Ferdinando Cospi, nobile, politico e collezionista d'arte italiano († 1686)
- Robert Crosse, teologo inglese († 1683)
- Antonio Maria Dal Sole, pittore italiano († 1677)
- Calybute Downing, religioso e giurista inglese († 1644)
- Charles Errard, pittore, architetto e incisore francese († 1689)
- Martin de Esparza Artieda, teologo e gesuita spagnolo († 1689)
- Adriaen Fonteyn, pittore olandese († 1661)
- Roland Fréart de Chambray, scrittore e traduttore francese († 1676)
- Isaac Fuller, pittore inglese († 1672)
- Giacinto Gimignani, pittore italiano († 1681)
- Vincenzo Gonzaga Doria, militare italiano († 1694)
- Giovanni Francesco Grimaldi, pittore e architetto italiano († 1680)
- Thomas Harrison, generale inglese († 1660)
- Pieter de Jode il Giovane, incisore, editore e mercante d'arte fiammingo († 1674)
- Robertus Junius, missionario olandese († 1655)
- Carlo Marliani, nobile italiano († 1653)
- Girolamo Mattei, I duca di Giove, nobile e politico italiano († 1676)
- Franciscus de Neve I, pittore fiammingo
- John Okey, militare britannico († 1662)
- Juan de Pareja, pittore spagnolo († 1670)
- Alfonso Parigi il Giovane, architetto italiano († 1656)
- Luigi Primo, pittore fiammingo († 1667)
- Hardouin de Péréfixe de Beaumont, arcivescovo cattolico francese († 1671)
- Antonio Ricciardi, poeta italiano
- Francesco Salazar, rivoluzionario italiano († 1648)
- Hercules Sanders, pittore olandese († 1666)
- Tommaso de Sarria, arcivescovo cattolico spagnolo († 1682)
- Mario Savioni, cantore, compositore e presbitero italiano († 1685)
- Walter Scott, I conte di Buccleuch, nobile scozzese († 1633)
- Henry Stanhope, lord Stanhope, nobile e politico inglese († 1634)
- Jan Jansz Treck, pittore olandese († 1652)
- Caesar van Everdingen, pittore olandese († 1678)